# Adenoncos nasonioides
Adenoncos nasonioides Schltr. 1911 es una especie de planta epífita perteneciente a la familia Orchidaceae.

## Distribución
Encontrado en Célebes en Indonesia.

## Descripción
Es una planta de pequeño tamaño que prefiere clima caliente a fresco. Es epífita monopódica.

## Taxonomía
Adenoncos nasonioides fue descrita por Rudolf Schlechter y publicado en Repertorium Specierum Novarum Regni Vegetabilis 10: 193. 1911.
Etimología
Adenoncos: nombre genérico que se refiere a las glándulas que posee en el callo, en la base del labelo.
nasonioides: epíteto latino que significa "con la nariz como Adenoncos"